# Vejlby-Risskov Idrætsklub
Vejlby-Risskov Idrottsklub (förkortat VRI) är en klubb i norra Århus, som har sektioner med fotboll, handboll, badminton, bordtennis och gymnastik. Den har sin hemmabas i och vid Bellevuehallarna i Risskov. Hallarna byggdes av klubben 1966 men är i dag ägda av en fond: "Bellevuehallerne". Klubbens färger är gul och blå. 

## Fotboll
Klubbens fotbollssektion omfattar ungdomslag och tre seniorlag, varav det bästa spelar i Jyllandsserien. 

## Handboll
Klubbens damhandbollslag blev danska mästare 1952. Det är klubbens största framgång genom historien.
Klubbens handbollssektion har lag på alla nivåer. I de äldsta ungdomslagen finns ett klubbsamarbete med grannklubben HEI, samt elitsamarbete i Århus Håndbold (u18-drenge) och förut med SK Aarhus (u18-flickor) till 2017 då SK Aarhus gick i konkurs. På seniornivå är VRI en av moderklubbarna för ligalaget Århus Håndbold som spelar i herrhandbollsligan. VRI:s bästa damlag spelade i 2. division säsongen 2018-2019. Säsongen 2018-2019 spelade klubbens U-16-flicklag dansk mästerskapsfinal mot FIF i Jysk Arena den 14 april 2019.

## Meriter
- Danskt mästerskapsguld i handboll för damer 1952

### Fotnoter
1. ↑  ”Vejlby-Risskov IK”. https://vri.dk/bellevuehallerne. Läst 14 april 2019.
2. ↑  ”DHDb / Vejlby/Risskov IK”. http://dhdb.hyldgaard-jensen.dk/klub.php?id=3421. Läst 14 april 2019.
3. ↑  ”VRI Facebook”. https://www.facebook.com/pg/VRI-Håndbold-930953340283454/posts/?ref=page_internal. Läst 14 april 2019.